# Psicoanalisi intersoggettiva
La psicoanalisi intersoggettiva è una forma di psicoanalisi relazionale nella quale il concetto di intersoggettività occupa un posto importante se non centrale. Pur non costituendo una vera  e propria scuola si configura più concretamente come una moderna corrente del più vasto pensiero psicoanalitico. Ad essa appartengono tutti quegli psicoanalisti da più parti definiti a torto o a ragione intersoggettivisti. La maggioranza di questi psicoanalisti lavora negli Stati Uniti, ma la loro influenza  si sta facendo sentire ultimamente sempre più in nuovi apporti alla riflessione psicoanalitica provenienti da altre parti del mondo.

## Storia

### La rivoluzione relazionale in psicoanalisi
In questi ultimi anni si è svolta ed è ancora in atto una svolta nel modo di teorizzare l'esperienza psicoanalitica che taluni per la sua radicalità hanno battezzato con il nome di "rivoluzione relazionale" e che consiste principalmente nel sostituire le teorizzazioni dell'esperienza psicoanalitica  che facevano perno sul concetto di "pulsione" con un nuovo paradigma che fa invece perno su quello di "relazione".
La conquista di questo posto centrale da parte del concetto di relazione nell'elaborazione teorica psicoanalitica dovrebbe sventare sin dall'inizio che possano essere misconosciuti i fondamenti sociali e interattivi degli accadimenti psicoanalitici.

### Referenti teorici, iniziatori ed esponenti principali
Sviluppatasi soprattutto a partire dagli anni '80, comprende tra i suoi maggiori rappresentanti:
- Heinz Kohut, psicoanalista di Chicago. La sua impostazione di pensiero psicoanalitica viene definita più propriamente "Psicologia del Sé", di cui egli è il caposcuola. Purtuttavia Kohut si può considerare uno degli ispiratori della più recente corrente di psicoanalisi intersoggettiva. Kohut spostò l'indagine psicoanalitica dalle strategie adottate dall'individuo per gestire le pulsioni, alle strategie adottate da questi per salvaguardare la sua immagine unitaria (la coesione del Sé). Di conseguenza si è occupato principalmente dei disturbi dell'autostima e della personalità narcisistica.
- Robert D.Storolow psicoanalista di Los Angeles di formazione fenomenologica subisce influenze della psicoanalisi del Sé, relazionale e interpersonale prima di pervenire ad una visione teorica e pratica psicoanalitica più accentuatamente intersoggettiva. Le sue pubblicazioni in questo senso risalgono al 1979.
- George E.Atwood psicoanalista dell'Istituto di Psicoanalisi Intersoggettiva di New York.
- Jessica Benjamin psicoanalista di New York. Nel suo pensiero la psicoanalisi si amalgama, grazie proprio alla prospettiva intersoggettiva, con il pensiero elaborato dai movimenti femministi. La psicoanalisi intersoggettivista che professa è tale ch'essa ritiene gli stessi Stolorow e Atwood più propriamente interpersonalisti e che quindi a torto li si qualifichi come intersoggettivisti.
- Stephen A. Mitchell psicoanalista di New York. Ha guidato la scuola di psicoanalisi interpersonale fondata negli anni '30 da Harry Stuck Sullivan, tuttavia taluni autori lo inseriscono nell'elenco dei nuovi psicoanalisti di impianto teorico intersoggettivista.
- B. Brandchaft, J. Fosshage, Donna M.Orange, Arnold Modell, Thomas Ogden, Owen Renik, Harold Searles, Colwyn Trewarthen, Levenson, Greenberg, Ritvo, B. Beebe, Lachmann, Rosenfeld, e Stern.

## Pensiero

### La concezione relazionale della mente
La teoria psicoanalitica di cui si fanno assertori si caratterizza  per la loro affermazione circa la concezione della mente  relazionale: la mente si sviluppa solo all'interno di relazioni, non è concepibile un'idea della mente come monade. Da qui anche il riferirsi all'insieme dei loro studi e ricerche come "Psicoanalisi Relazionale".

### Una revisione del concetto di inconscio
Pur non negando la validità del concetto di inconscio che è il cardine del pensiero psicoanalitico sin dalle sue origini e che è ciò che contraddistingue la psicologia psicoanalitica propriamente detta da altri sistemi di pensiero psicologici, ritengono tuttavia che l'immagine dell'inconscio elaborata da Freud risente ancora di una concezione della mente d'influenza cartesiana. Per gli intersoggettivisti anche l'inconscio è relazionale, il che significa che nasce nella relazione, è un prodotto della relazione e rimanda costantemente alla relazione. Questa nuova impostazione dovrebbe sventare una possibile reificazione dell'inconscio in quanto, all'interno di una concezione relazionale della mente, sarebbe contraddittorio concepirlo come un oggetto reale.

### La critica del "mito della mente isolata"
La critica del mito della mente isolata è rivolta non solo ma soprattutto alla psicoanalisi classica, o meglio a quel che di essa ancora rimane dopo le revisioni teoriche operate negli anni dalla psicologia psicoanalitica dell'Io prima e poi dalla psicoanalisi delle relazioni oggettuali.

Essi partendo da una critica radicale, a livello sia teorico che pratico, di quello che considerano soltanto un mito, definito "mito della mente isolata", mettono l'accento soprattutto ai vissuti relativi al transfert e al controtransfert del paziente e dell'analista, ovvero i due termini della relazione psicoanalitica che considerano di primaria importanza rispetto ad ogni altra considerazione psicoanalitica. Nello stesso tempo il criterio operativo che adottano è relativo appunto all'intersoggettività che emerge e si dispiega in questa relazione duale ch'essi cercano di risvegliare e di promuovere senza più alcuna delle vecchie preoccupazioni di oggettività e pretese di scientificità tipiche della psicoanalisi delle origini e risalenti allo stesso Sigmund Freud, che mirava a un allineamento della disciplina psicoanalitica verso il metodo scientifico.

Questa critica al mito della mente isolata è ciò che li ha caratterizzati principalmente rispetto ad altre scuole e correnti della psicoanalisi più recente e che li ha fatti conoscere presso un più vasto pubblico.

Storicamente gli intersoggettivisti rinvengono nel filosofo francese Cartesio e nella sua peculiare concezione della mente il momento in cui tale mito si origina e comincia a propagarsi facendo proseliti anche al giorno d'oggi. Il dualismo gnoseologico e ontologico che ne deriva è una inevitabile conseguenza di una concezione della mente non relazionale.

Dal punto di vista filosofico l'orientamento intersoggettivista in psicoanalisi risente del pensiero filosofico ermeneutico e in particolare dell'ermeneutica ontologica di Hans-Georg Gadamer, che affonda le sue radici nella fenomenologia di Edmund Husserl ma soprattutto di Martin Heidegger e di Merleau-Ponty.

### L'intersoggettività radicale
In Italia il concetto di intersoggettività è anche il cardine del pensiero psicoanalitico e filosofico della psicoanalista di formazione junghiana Silvia Montefoschi. Tuttavia nel quadro di questa nuova impostazione teorica il concetto di intersoggettività e la relativa prassi ad essa connessa viene inteso in un senso ancora più radicale di quello meramente psicoterapeutico e psicoanalitico, in un senso che ormai dopo le ulteriori precisazioni dell'autrice non dà possibilità a dubbi o equivoci sulla sua accezione di significato trascendente le sole preoccupazioni psicoterapeutiche per acquisire invece un significato chiaramente ontologico ed epistemologico.
Per la psicoanalista e filosofa l'intersoggettività è infatti l'essere stesso nel suo esserci vero e nella sua verità più profonda che emerge e si manifesta al di là di ogni dubbio al termine del lavoro  nei tempi lunghi dell'evoluzione.
Come tale l'intersoggettività costituisce il motore della futura rivoluzione a venire che comunque è già in marcia da tempi immemorabili e che definisce "rivoluzione radicale del reale" la cui natura è esclusivamente ontologica e di nuovo paradigma scientifico e che si manifesta nell'impercettibile e lento ma irreversibile spostamento del vecchio modello relazionale interdipendente che fa "norma" verso un nuovo modello relazionale fondato appunto sull'intersoggettività.
Da questo punto di vista la vecchia questione "intersoggettività o scienza" che sembra avere ancora  un suo significato negli intersoggettivisti non-radicali non ha più ragion d'essere in quanto è proprio l'intersoggettività nel suo stabilizzarsi e divenire nuova "norma" che manifesta sé stessa come il discorso vero sì che dissolve in sé il vecchio discorso scientifico oggettivante come un momento superato della storia tutta del processo conoscitivo quale punto di vista più elevato che vede in sé come un momento della sua evoluzione quel punto di vista più basso rappresentato dal metodo scientifico oggettivante e le conoscenze parcellari del tutto ch'esso nel tempo ha comunque permesso di acquisire promuovendo il divenire della conoscenza. E anche questo movimento storico del divenire della conoscenza dal vecchio paradigma rappresentato dal metodo scientifico oggettivante riconosciuto come scienza  all'intersoggettività come nuovo paradigma scientifico, corrisponde anch'esso e riproduce il movimento storico generale che sta lentamente ma irreversibilmente procedendo dalla modalità meno evoluta di relazionarsi interdipendente dell'uno all'altro alla nuova e più evoluta modalità di relazionarsi intersoggettiva dell'uno all'altro visibilmente simmetrici anche alla modalità assunta di relazionarsi dell'uno con sé stesso.

#### Intersoggettività e intersoggettività radicale: superamento dell'identità egoica e superamento della dualità
Sostanzialmente le diverse prospettive progettuali sull'intersoggettività rimandano alla necessità del superamento dell'egoriferimento pena il restare prigionieri dell'interdipendenza che chiude il soggetto alla relazione con altro soggetto. Tuttavia il progetto di intersoggettività radicale (o forse sarebbe meglio dire più semplicemente "intersoggettività conseguente" visto che l'"intersoggettività part-time" conduce a contraddizioni con cui comunque prima o dopo bisogna fare i conti) rimanda anche alla necessità del superamento della dualità.

Superare la dualità significa non soltanto concepire la relazione con l'altro come una relazione tra due soggetti ma che questi due soggetti sono pur essendo due in realtà un'unica persona e in quest'unica persona non vige la legge di causa-effetto ma quella di sincronicità.

Ovviamente superare la dualità presuppone che si sia già andati oltre l'identità egoica ma di fatto nella prassi concreta di tutti i giorni, dato che non sono progetti elaborati a tavolino ovvero di volontà individuali, ma sono lo svelarsi nel tempo del discorso stesso dell'inconscio, il processo evolutivo che conduce al superamento dell'identità egoica e quello più radicale che conduce al superamento della dualità vanno di pari passo.

### L'abbandono del corpo
Non si può parlare della prospettiva estrema dell'intersoggettività rappresentata dal superamento della dualità senza precisare come lungo questo processo conoscitivo si debba passare attraverso dei momenti di percorso necessari come l'abbandono dell'anima ed infine anche l'abbandono del corpo malgrado esso, nell'attrarre l'attenzione del pensiero anacronisticamente su di sé per forza di inerzia o memoria, continui ancora a reclamare quella significatività che pur ha avuto per il progredire della storia del pensiero e della conoscenza che sono tutt'uno con la storia della relazione e quindi dell'amore.
Sì che infine la dimensione in cui si dà il pensiero sarà la dimensione in cui incontrarsi al di là del mondo finito e riconoscersi in una nuova identità, quella di solo soggetti pensanti al di là di ogni contenuto di pensiero che invece separano l'uno dall'altro e in quanto solo soggetti pensanti appunto identici permettendo così la congiunzione nell'uno vero finale.